# Trawlery typu B 15

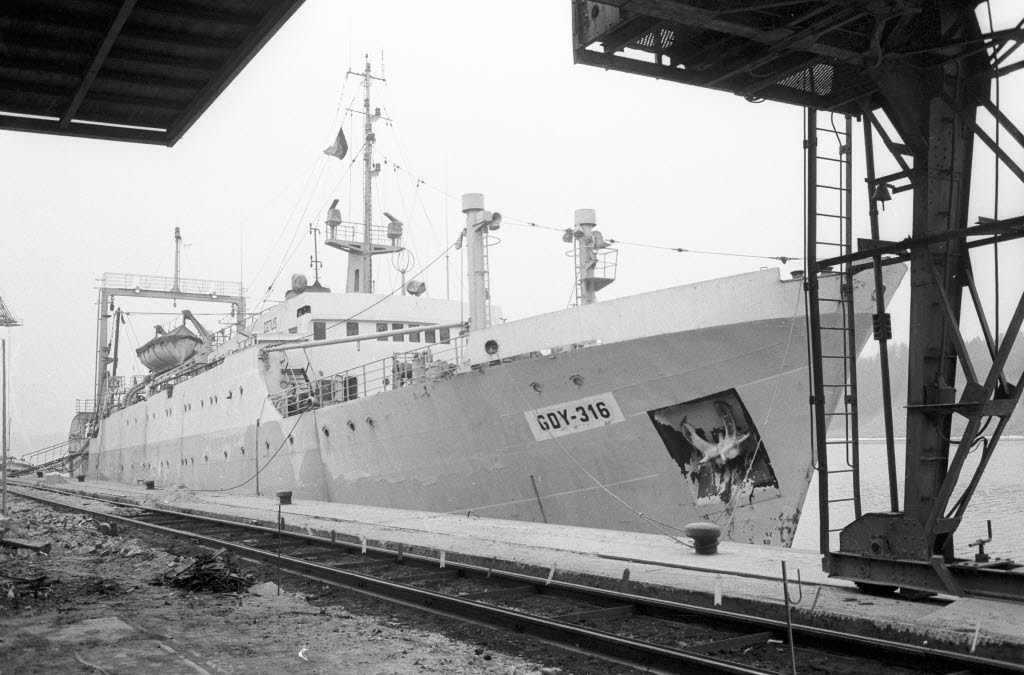
M/T "Cetus"

Trawlery typu B 15 – polskie motorowe trawlery-przetwórnie, zbudowane w latach 1959–1967 przez Stocznię im. Lenina (Gdańsk) w liczbie 21 sztuk. Były to pierwsze uprzemysłowione statki rybackie w polskim rybołówstwie, i pierwsze przystosowane do połowów z rufy. Dla polskiej floty rybackiej budowano odmianę B-15/II, typ B-15 budowano także na eksport.
Wszystkie jednostki należały do przedsiębiorstwa Przedsiębiorstwa Połowów Dalekomorskich Dalmor z Gdyni. Napęd stanowił spalinowy ze śrubą nastawną. Załogę stanowiły 102 osoby. Tonaż jednostek wynosił 2794–2892 RT brutto, długość 77,95–78,7 m, moc maszyn 2400 KM, a rozwijana prędkość dochodziła do 12,5 węzła. Pojemność ładowni wynosiła 600–700 ton ryb mrożonych. Statki w początkowym okresie operowały praktycznie wyłącznie na łowiskach północno-zachodniego Atlantyku (wyjątkiem był rekonesans na szelfie afrykańskim), by potem poszerzyć swoje zasięgi o Morze Barentsa. W rejonie Labradoru, Nowej Fundlandii i Grenlandii poławiano białą rybę włokami dennymi 26/30 i 30/36, a na Georges Bank użytkowano włoki śledziowe 33/37 i 38/37. 
Kolejno oddawano do użytku następujące jednostki (nazwy reprezentowały głównie pochodzenie astronomiczne): Dalmor (1960), Kastor (1961), Uran, Neptun, Pegaz, Feniks, Jowisz, Jupiter (1963), Andromeda, Merkury, Virgo (1964), Antilia, Generał Rachimow (1965), Apus, Aries, Auriga, Centaurus,  Cetus (1966), Columba, Crater, Cygnus (1967).